# ياروسلاف شيلهافي
ياروسلاف شيلهافي ( من مواليد 3 نوفمبر 1961) هو مدرب كرة قدم تشيكي ولاعب سابق. ولد في بلزن.
كلاعب، لعب ما مجموعه 465 مباراة في الدوري الممتاز امتدت إلى نهاية الدوري التشيكوسلوفاكي الأول وبداية الدوري التشيكي الأول. 
كمدرب، فاز بالدوري التشيكي 2011-12 مع نادي سلوفان ليبيريتس. كما عمل مدرباً لأندية كبرى أخرى في جمهورية التشيك، بما في ذلك كلادنو وفيكتوريا بلزن. كان مساعد مدرب لمنتخب جمهورية التشيك.

## مسيرته التدريبية
انضم شيلهافي إلى نادي كلادنو في الدوري التشيكي الأول كمدرب في عام 2007، ووقع عقدًا لمدة عام واحد. أنهى كلادنو الدوري المركز الرابع عشر، بفارق مركز واحد عن مناطق الهبوط موسم 2007-08.
في مايو 2008، تم تعيين شيلهافي كمدرب جديد لنادي فيكتوريا بلزن على الرغم من أن فترة ولايته استمرت تسع مباريات فقط، وخلال تلك الفترة فاز النادي مرة واحدة فقط. أُعفي بعدها من مهامه في أكتوبر 2008.
في يونيو 2011، تم الإعلان عن شيلهافي كبديل للمدرب المنتهية ولايته بيتر رادا كمدرب لنادي نادي سلوفان ليبيريتس. بدأ النادي الموسم بشكل جيد، حيث وصل إلى المركز الثاني في الدوري خلف سبارتا براغ بعد سبع مباريات. أنهى النادي الدوري التشيكي 2011-12 في المركز الأول، وفاز بالدوري وتأهل إلى دوري أبطال أوروبا.

## الإنجازات

### كلاعب
سلافيا براغ
- وصيف الدوري التشيكوسلوفاكي : 1992–93

بيترا درنوفيتسي
- وصيف كأس التشيك : 1995–96

### كمدرب
سلوفان ليبيريتس
- الدوري التشيكي : 2011-12

جابلونك
- وصيف كأس التشيك : 2014-15

سلافيا براغ
- الدوري التشيكي : 2016-17

المنتخب العماني 🇴🇲
- المنتخب العماني الأول لكرة القدم 1-2024